# Lebna Denghèl

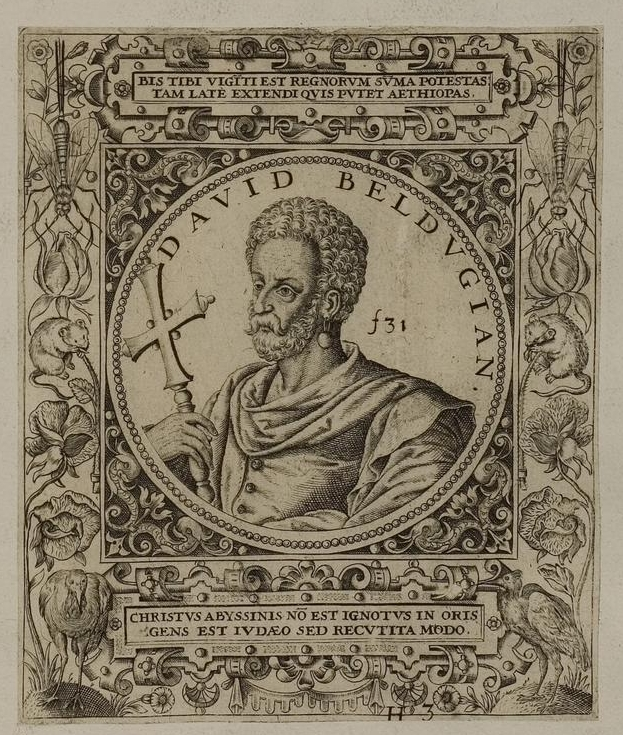

Lebna Denghèl (Incenso della Vergine; Debrà Damò, 1496 – Debrà Damò, 2 settembre 1540) fu re d'Etiopia con i nomi di Uanàg Sagad  ("il Leone lo venera"), di Dawit II, Dauit II o Davide II e di Lebna Denghèl dal 1508 al 1540.

## Biografia
Avendo solo otto anni alla morte del padre, Naod, viene cresciuto dalla nonna Eleni, la quale esercita la reggenza durante la sua minore età. Questa, figlia di un principe musulmano, grazie ai consigli del portoghese Pêro da Covilhã, mantenne la pace e favorì il commercio con i paesi islamici, attraverso l'intermediazione del sultanato di Adal.
Con lo scopo di allentare la stretta dell'Islam che controlla le vie d'uscita del suo regno verso il Mar Rosso e l'Oceano Indiano, la regina Eleni invò in ambasciata a Lisbona il metropolita della Chiesa ortodossa etiope, l'armeno Mateus. Quest'ultimo, nel 1509 riesce a raggiungere l'India all'insaputa degli agenti dell'Egitto facendosi passare per un mercante di pelli, infine raggiunge il Portogallo dopo quattro anni di navigazione.
Nel 1515 il giovane Davide II, che cerca di liberarsi dalla tutela di Eleni, fonda una nuova capitale a Entotto. L'imperatrice, ancora influente, invia un'ambasciata a Gerusalemme tramite Il Cairo, ma i rapporti tra cristiani e musulmani peggiorano a causa della presenza portoghese nell'Oceano Indiano.
Nel 1516, l'emiro di Harar Mahfouz, con il rinforzo di truppe e di uno stendardo venuti dall'Arabia, lancia una spedizione contro il Fatigar (o anche pianura di Fàtàgar o Fatagar). Davide II gli tende un'imboscata, lo uccide, e invade l'Adal, ove distrugge il palazzo del Sultano, mentre la flotta portoghese di Lope Soares prende Zeila e brucia la città (1517). Il successo di Davide II gli permette di deporre l'imperatrice Eleni e di governare a modo suo.
Il sultano dell'Adal Abu Bakr ibn Mohammed, con l'aiuto dell'emiro Aboun-ben-Adash, ristabilisce l'ordine nel regno. I portoghesi, che progettano di impadronirsi della Mecca unendo le loro forze con quelle dell'imperatore d'Etiopia, inviano un'ambasciata dall'India attraverso il Mar Rosso. Il 10 aprile 1520, Mateus l'Armeno salpa da Massaua con un piccolo gruppo al comando di don Rodrigo de Lima, comprendente, oltre al cappellano Alvarez, degli organisti, dei pittori e di un tipografo. Mateus muore durante i primi giorni di viaggio e il gruppo arriva con difficoltà nello Scioà a Debra Libanòs presso l'Imperatore, passando per Yéha, Aksum, Lalibela e il lago Haic. Davide II sembra poco ansioso di ricevere l'ambasciata, mentre la regina Eleni, vecchia, non è più a corte. Il re finisce per intrattenere i delegati che ottengono dei messaggi incoraggianti, ma senza un vero impegno politico; poi i delegati ripartono per Massaua nel 1526.
Francisco Álvares ci ha lasciato una vivida descrizione dell'imperatore:
Nel 1527, il predicatore musulmano Aḥmad Grāñ b. Ibrāhīm, salito al potere a Harar, rifiutò di versare il tributo all'imperatore etiope Davide II, ponendo fine alla tregua tra i due regni. In seguito a un attacco da parte dell'esercito etiopico guidato dal governatore del Bali, Grāñ riuscì a prevalere e consolidò il proprio dominio. Successivamente riorganizza le sue truppe con il sostegno dei Somali fanatici e inizia una guerra santa (jihād) contro l'Etiopia, che durerà fino al 1542. A partire dal 1531, le truppe di Grāñ mettono a sacco l'Etiopia. Nel 1535 Davide II, braccato senza tregua, si appella ai Portoghesi inviando João Bermudes (o Giovanni Bermudez), membro dell'ambasciata portoghese dal 1520. Questi interverranno solo sei anni più tardi, nel 1541. Aḥmad Grāñ termina la conquista dell'Abissinia nel 1536, con l'eccezione di qualche regione montagnosa, ove si sono rifugiati Davide II e i suoi armati. Il paese è devastato a tal punto che gli stessi invasori sono vittime della carestia.
Davide II, braccato da Aḥmad Grāñ, muore nel 1540 all'interno del monastero di Debre Damo. Gli succede Claudio d'Etiopia.